# Bataille d'Okinawa
Pour les articles homonymes, voir Okinawa.
Seconde Guerre mondiale,
Guerre du Pacifique
Batailles
Campagne des archipels Ogasawara et Ryūkyū
- Bataille d'Iwo Jima
- Bataille d'Okinawa
- Opération Kikusui (en)
- Opération Ten-Gō

La bataille d'Okinawa se déroule du 1er avril au 22 juin 1945, soit quatre-vingt-deux jours, dans l'archipel Okinawa au Japon lors de la Seconde Guerre mondiale. Dernière grande bataille de la Seconde Guerre mondiale, elle a été l'une des plus sanglantes sur le théâtre du Pacifique. C'est également le plus grand assaut amphibie de la guerre du Pacifique,. 
Au terme d'un long effort de conquête de plusieurs îles toujours plus proches du Japon, les Alliés prévoient d'utiliser Okinawa, une grande île à 550 km de l'archipel japonais, comme base de l'assaut final contre le Japon. La possession de l'île doit aussi permettre d'intensifier les frappes aériennes sur le Japon en prévision de l'invasion. La prise d'Okinawa permet enfin de couper les dernières lignes d'approvisionnement avec le Sud-Est de la Chine. Des forces considérables sont mises en œuvre car au fur et à mesure de la conquête, les Américains sont confrontés à un ennemi toujours plus agressif et déterminé. 
Pour le commandement japonais, l'île d'Okinawa est le prolongement stratégique d'Iwo Jima. Il était persuadé que les Alliés auraient impérativement besoin de l'archipel pour lancer une future offensive amphibie au cœur du Japon, ce qui faisait d'Okinawa la clé de l'Empire. Les préparatifs pour la défense y ont donc été extrêmement poussés.
La bataille a été dénommée le « typhon de l'acier » en anglais (nom de code « opération Iceberg »), et Tetsu no ame (« pluie d'acier ») ou Tetsu no Bofu (« vent violent d'acier ») en japonais,,. Les surnoms se réfèrent à la férocité des combats, à l'intensité des attaques kamikazes des défenseurs japonais, et au nombre des navires et véhicules blindés alliés qui ont participé à l’opération.  Selon des sources gouvernementales d'Okinawa, le Japon a perdu 77 166 soldats, tués ou suicidés, et les Alliés dénombrent 14 009 morts (et un total estimé à plus de 65 000 victimes de toutes sortes). Simultanément, entre 42 000 et 150 000 civils ont été tués. Les bombardements atomiques d'Hiroshima et de Nagasaki  et l'invasion soviétique de la Mandchourie, poussent finalement le Japon à se rendre moins de deux mois après la fin des combats à Okinawa.

## Ordre de bataille

### Alliés
Les forces alliées en présence se composent essentiellement de la cinquième flotte des États-Unis (la Central Pacific Task Forces) sous le commandement de l'amiral Raymond Spruance et aligne environ 1 300 bâtiments :
- Covering Forces and Special Groups (Task Force 50) directement sous le commandement de Spruance:
  - Fast Carrier Force (TF 58) sous le commandement du vice-amiral Marc Mitscher avec quatre vingt huit navires (incluant onze porte-avions, six porte-avions légers, sept cuirassés et dix huit croiseurs)[12];
  - British Carrier Force (TF 57) sous le commandement du vice-amiral Bernard Rawlings composée de quatre porte-avions, deux cuirassés, cinq croiseurs, quatorze destroyers[12]
- Joint Expeditionary Force (TF 51) sous le commandement du vice-amiral Richmond K. Turner (qui tient le poste de commandant des Forces amphibies du Pacifique)[13]
  - Amphibious Support Force (TF 52) sous le commandement du contre-amiral William H. P. Blandy (en)[13]
    - TG 52.1: dix huit porte-avions d'escorte avec quatre cent cinquante avions[13]
    - Sl Escort Carrier Group: quatre porte-avions d'escorte avec les Marine Aircraft Group 31 et Marine Aircraft Group 33 (en)[13]
    - Mine Flotilla (TG 52.2)
    - Underwater Demolition Flotilla (TG 52.11): des unités Underwater Demolition Team embarquées sur des destroyers d'escorte[13]
    - 170 fire support landing craft
    - Western Islands Attack Group (TG 51.1) sous le commandement du contre-amiral Ingolf N. Kiland avec la 77e division d'infanterie, dix-sept transporteurs et cargos d'attaque et cinquante six Landing Ship Tank[13]

  - Northern Attack Force (TF 53) sous le commandement du contre-amiral Lawrence F. Reifsnider commandant du Amphibies Groupe 4, à bord de l'USS Panamint (AGC-13) (en) avec la III Marine Expeditionary Force (du Major-général Roy Geiger) embarquée sur plus de quarante transporteurs et cargos d'attaque et soixante sept LST et navires de soutien[13];
  - Southern Attack Force (TF 55) sous le commandement du contre-amiral John L. Hall avec le 24e corps d'armée du Major-général John R. Hodge[13]
  - Demonstration Group (TG 51.2) avec la 2e division des Marines[13]
  - Gunfire and Covering Support Group (TF 54) sous le commandement du contre-amiral Morton Deyo avec dix vieux cuirassés du Battleship Squadron 1, onze croiseurs et trente destroyers[B 6]
  - Expeditionary Troops (TF 56) sous commandement du lieutenant-général Simon Bolivar Buckner, Jr. avec la 10e armée[13]

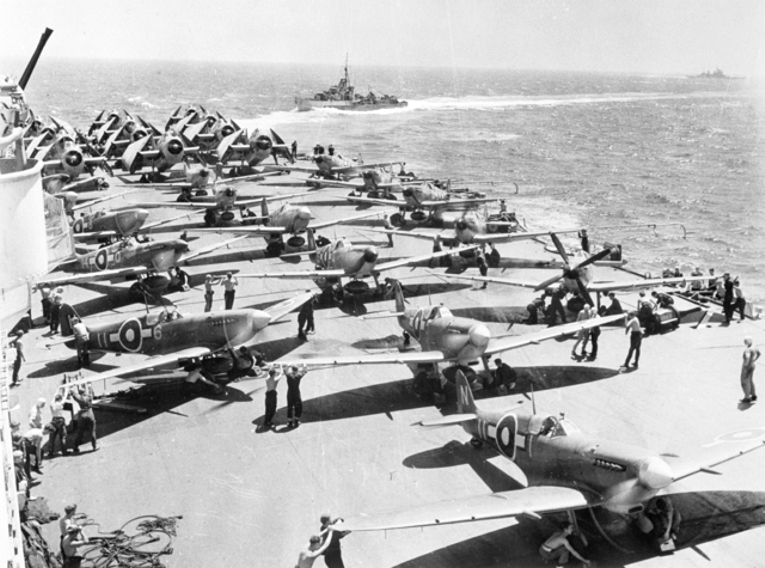
Les avions de la Royal Navy Fleet Air Arm, Avengers, Seafires et Fireflies sur le pont de l’ chauffant leurs moteurs avant de décoller.

Le corps expéditionnaire TF 56 est la plus grande force au sein de la TF 50 ; il est construit autour de la 10e armée. (commandée par le général Simon Bolivar Buckner, Jr. puis à la mort de celui-ci sous le feu japonais par Roy Geiger). L'armée est principalement composée de deux corps d'armée, le III Marine Expeditionary Force, composé des 1re et 6e divisions des Marines, et le 24e corps d'armée, composé des 7e et 96e divisions d’infanterie. La 2e division des Marines est maintenue en réserve à flot, et la 10e armée contrôle également la 27e division d’infanterie, affectés en garnison et la 77e division d’infanterie. En tout, l'armée compte plus de 102 000 soldats (parmi lesquels près de 38 000 hommes ne sont pas en première ligne : artillerie, troupes d'appui au combat, quartier général, et 9 000 hommes de services divers), plus de 88 000 marines et 18 000 membres de la Navy (principalement des Seabees et du personnel médical). Au début de la bataille d'Okinawa, la 10e armée compte 182 821 hommes. Il est prévu que le général Buckner rende compte à Turner jusqu'à ce que la phase amphibie soit achevée, après quoi il doit rendre compte directement à Spruance.
La flotte de l’United States Navy et de ses alliés est composée de trois cent trente navires de guerre et 1 139 bateaux de transport. Parmi les navires de guerre, on compte les porte-avions Enterprise, Essex, Intrepid, Hornet, Franklin, Bunker Hill, Cowpens, San Jacinto, Savo Island, Petrof Bay, Sargent Bay et Steamer Bay. L’opération amphibie pour la bataille d’Okinawa est encore plus importante qu'Overlord en Normandie où les Alliés avaient employé 284 navires de guerre. Bien que les forces terrestres alliées soient composées entièrement de troupes américaines, la flotte britannique du Pacifique (BPF, Task Force 57) fournit environ le quart de la puissance aéronavale alliée (450 avions). Le Royaume-Uni, libéré de ses préoccupations militaires en Europe, avait constitué une escadre relativement importante, la flotte britannique du Pacifique, qui avait pour mission de croiser entre Formose et Okinawa pour protéger le flanc gauche de l'offensive américaine. Elle est composée d'une force de cinquante navires de guerre dont dix-sept porte-avions (avec pont d'envol blindé (en) qui transportent donc moins d'avions par unité mais qui sont plus résistants aux attaques kamikazes) parmi lesquels les Formidable, Illustrious, Indomitable et le Victorious. Bien que tous les porte-avions soient fournis par la Grande-Bretagne, les groupes de support associés aux porte-avions sont composés de personnels et navires britanniques, canadiens, néo-zélandais et australiens du Commonwealth britannique. Leur mission est de neutraliser les aérodromes japonais dans les îles Sakishima et de couvrir l'opération contre les attaques des kamikazes japonaises. Mais la plupart des avions de chasse, des bombardiers en piqué et des avions d'attaque au sol sont des appareils basés sur les porte-avions américains.

### Japon

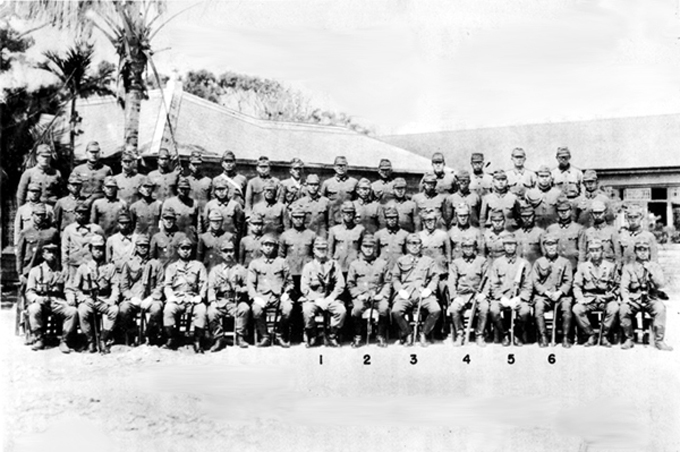
Les commandants japonais d'Okinawa (y compris l'amiral Minoru Ōta, le lt. gén. Ushijima, le lt. gén. Chō, et le col. Hiromichi Yahara) en février 1945.

La campagne principalement défensive des terres japonaises est menée par 67 000 soldats réguliers (77 000 selon certaines sources) de la 32e armée et quelque 9 000 soldats de la Marine impériale japonaise (MIJ) à la base navale Oroku (seulement quelques centaines d'entre eux avaient été formés et équipés pour le combat terrestre), soutenus par 39 000 conscrits locaux de l’ethnie Ryukyuan (y compris 24 000 conscrits Boeitai (en) et 15 000 travailleurs sans uniforme). En outre, on compte aussi 1 500 collégiens organisés sur la première ligne tandis que 600 hommes de l'escadron Himeyuri sont organisés comme unités d'infirmerie. Les Japonais utilisent la tactique des kamikazes depuis la bataille du golfe de Leyte mais pour la première fois cette tactique devient une partie importante du système défensif. Entre le 1er avril, date du débarquement américain et le 25 mai, sept grandes attaques kamikazes sont lancées, impliquant plus de 1 500 avions.
La 32e armée japonaise, commandée par le général Mitsuru Ushijima, est retranchée aux deux extrémités montagneuses de l'île. La 32e armée est initialement composée des 9e, 24e et 62e divisions, et de la 44e brigade mixte indépendante. La 9e division a été déplacée à Taïwan avant l’invasion après modification des plans de défense japonais. La première ligne de résistance est conduite dans le sud avec le gros des troupes de la 32e armée, par le lieutenant général Mitsuru Ushijima, son chef de cabinet, le lieutenant-général Isamu Chō et son chef des opérations, le colonel Hiromichi Yahara. Yahara préconise une stratégie défensive, tandis que Chō préconise une offensive. Dans le nord, c’est le colonel Takehido Udo qui est aux commandes des forces de réserve situées principalement dans la péninsule de Motobu. Des unités sont aussi situées sur les îles de Kerama et Keise au sud et Ie au nord. Les troupes de la marine impériale sont commandées par le contre-amiral Minoru Ōta. Les Japonais s'attendent au débarquement de six à dix divisions américaines auxquelles ils ne peuvent opposer que deux divisions et demie. La qualité et la quantité d'armes donnent à chaque division américaine cinq à six fois la puissance de feu d'une division japonaise ; ce à quoi s’ajoute l'écrasante puissance de feu navale et aérienne des Américains.

## Bataille navale
« There was a hypnotic fascination to the sight so alien to our Western philosophy. We watched each plunging kamikaze with the detached horror of one witnessing a terrible spectacle rather than as the intended victim. We forgot self for the moment as we groped hopelessly for the thought of that other man up there. »
— Le vice-amiral Charles R. Brown (en), US Navy, 

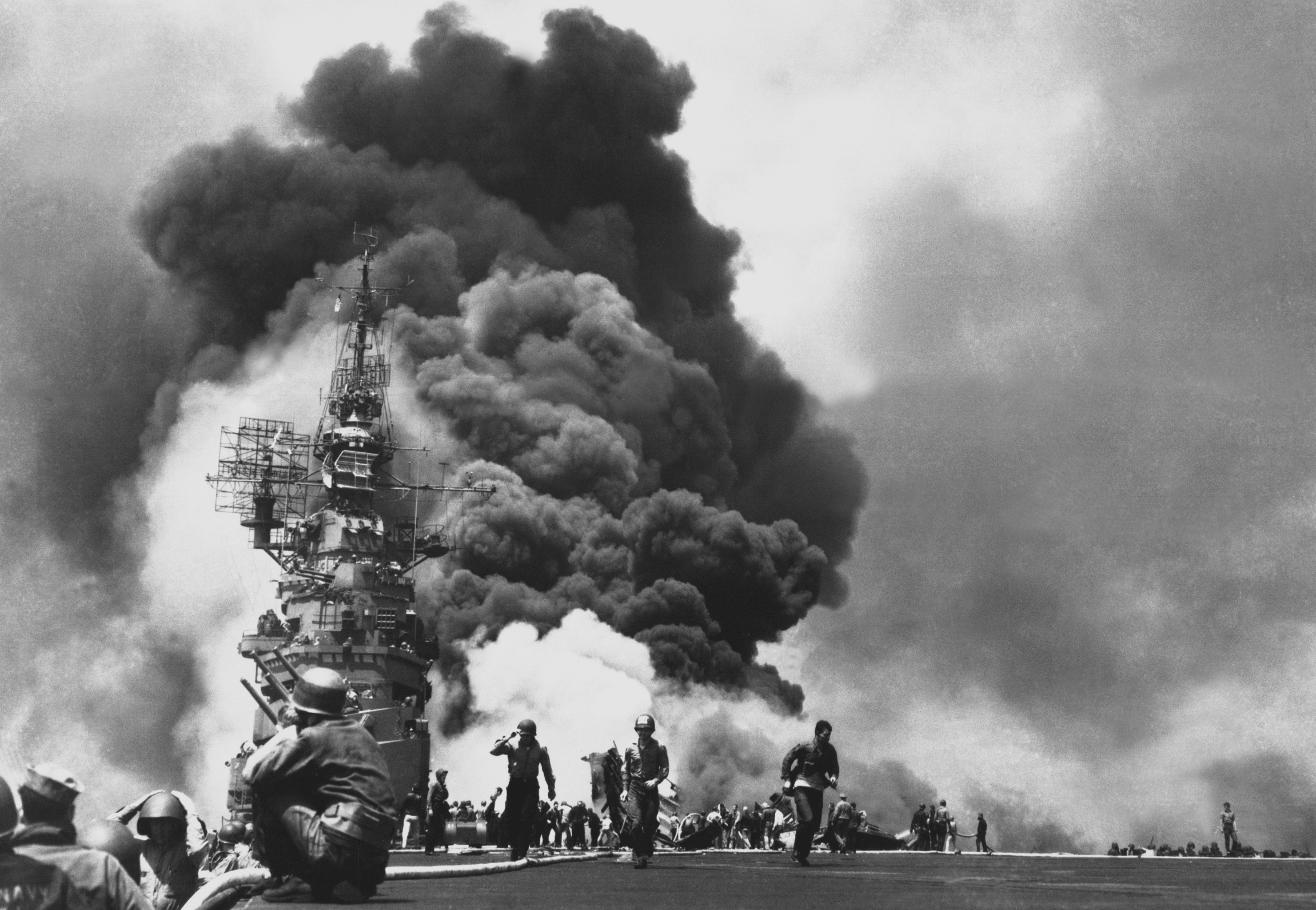
L’USS Bunker Hill (CV-17) en feu après avoir été frappé par deux kamikazes.

La Task Force 58 est déployée à l'est d'Okinawa avec un groupe de six à huit destroyers protégeant treize porte-avions (7 CV et 6 CVL) en action du 23 mars au 27 avril. Jusqu'au 27 avril, entre quatorze et dix-huit porte-avions d'escorte (de CVE) sont aussi positionnés dans la zone à tout moment, et jusqu'au 20 avril la Task Force 57 britannique, avec quatre grands porte-avions et six porte-avions d'escorte, demeure au large des îles Sakishima pour protéger le flanc sud de l’opération. La durée de la campagne dans des conditions oppressantes force l'amiral Chester Nimitz à prendre l'initiative sans précédent de soulager les principaux commandants des forces navales en leur imposant une rotation. Conformément à la pratique de changer la désignation de la flotte avec le changement de commandant, les forces navales américaines commencent la campagne avec la cinquième flotte des États-Unis sous le commandement de l'amiral Raymond Spruance, puis la terminent avec la troisième flotte sous le commandement de l'amiral William F. Halsey.
À l’aube du 31 mars, un chasseur-bombardier japonais réussit à larguer sa bombe sur le navire amiral de Spruance, le croiseur lourd USS Indianapolis, l’endommageant sérieusement, avant de percuter le bâtiment et de s'écraser dans l'océan. L'opposition aérienne japonaise reste relativement légère au cours des premiers jours suivant le débarquement. Cependant, le commandement japonais prépare une attaque kamikaze sans précédent. Le Kikusui (ou chrysanthème flottant) est l'emblème de toutes les forces kamikaze affectées à la défense d'Okinawa. Le 6 avril, le Japon lance sa première contre-attaque aérienne avec quatre cents avions partis depuis l’ile de Kyūshū. L'amiral Richmond Turner, chef des forces de soutien, avait disposé ses bâtiments sur deux lignes de manière à prévenir les interventions aériennes japonaises. Deux cent cinquante appareils nippons sont détruits avant de pouvoir commencer leur attaque. Néanmoins, un certain nombre de navires, dont le porte-avions USS Hancock, sont plus ou moins gravement endommagés. Quelques bâtiments plus légers, comme les destroyers USS Colhoun ou USS Bush, sont coulés. Le 11 avril, le cuirassé USS Missouri, les porte-avions USS Enterprise et USS Essex ainsi que six destroyers sont endommagés par des attaques japonaises. Le 12 avril, l'USS Mannert L. Abele est le premier navire coulé par un avion bombe suicide, un Yokosuka MXY-7 Ohka.
Les forces Kikusui attaquent jusqu'à deux fois par jour tout au long de la bataille d'Okinawa. Durant le mois d’avril, les attaques aériennes lourdes japonaises se poursuivent périodiquement. Au cours de la période du 26 mars au 30 avril, vingt navires américains sont coulés et 157 endommagés par l'ennemi. Pour leur part, au 30 avril, les Japonais ont déjà perdu plus de 1 100 avions dans la bataille, détruits par les seules forces navales. Entre le 6 avril et le 22 juin, avant que les B-29 puissent détruire leurs terrains d'envol, les Japonais ont lancé 1 465 avions kamikazes dans des attaques à grande échelle depuis Kyushu (185 sorties depuis Kyushu et mais aussi 250 depuis Formose) dont dix grandes vagues d'attaque Kikusui (les 6, 12, 15, et 27 avril, les 3, 10, 24, 27 mai et les 3 et 21 juin). Le renseignement américain estime initialement le nombre d'avions stationnés à Formose à 89, quand les Japonais en dissimulent 700, démontés, camouflés et dispersés dans les villages et les villes. À la fin du premier mois, avec la tension et la fatigue occasionnée par ces attaques incessantes, l'US Navy décide d'effectuer une rotation des trois amiraux en poste.
Le mois de mai demeure particulièrement difficile pour les forces navales alliées. Le 4 mai, les avions japonais coulent deux destroyers : les USS Morrison et USS Luce faisant au total 281 morts dans l'attaque et le naufrage de ces derniers, et endommagent un certain nombre d'autres navires dont le porte-avions britannique Formidable, le dragueur de mines américain USS Shea (en). Le 6 mai, le South Dakota et le Formidable sont frappés par les avions kamikaze mais le pont en acier du navire britannique permet de limiter les dégâts. Le 9 mai 1945, deux destroyers d'escorte ainsi que deux porte-avions britanniques les HMS Victorious et Formidable, sont endommagés. Le 11 mai, c'est l'USS Hugh W. Hadley (en) qui est gravement touché. Le destroyer USS Longshaw coincé sur un récif, est coulé par les batteries côtières japonaises le 18 mai. Le 25 mai, le destroyer USS Bates est coulé et plusieurs autres navires sont endommagés au large d'Okinawa. Les destroyers USS Braine (en) et USS Drexler sont aussi touchés le 27 mai.
Un avion japonais s’écrase sur le destroyer USS Callaghan au large d'Okinawa le 29 juillet 1945. Le Callaghan est le dernier navire de guerre américain coulé de la guerre par une attaque japonaise. Les navires alliés perdus sont essentiellement de petits navires, en particulier des destroyers radar picket, ainsi que destroyers d'escorte et des navires de débarquement. Même si aucun des grands navires alliés n’a été perdu, plusieurs porte-avions ont été gravement endommagés. Des petits bateaux à moteur sont également utilisés par les Japonais pour lancer des attaques suicides contre les navires alliés. En tout, vingt-six navires sont coulés et 262 unités endommagées (217 par kamikaze), dont dix-sept porte-avions lourds ou légers endommagés.

### Opération Ten-Gō

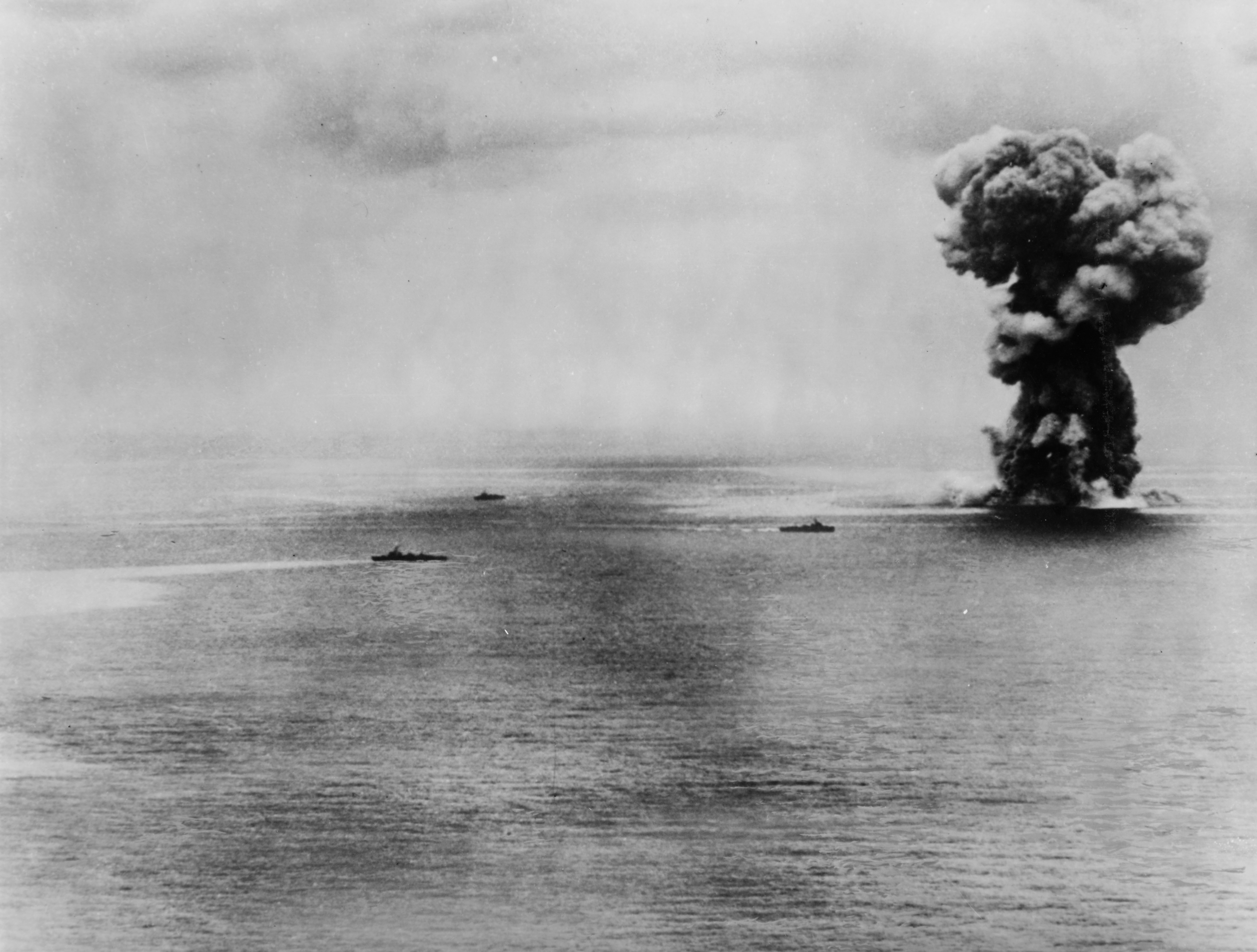
L'explosion du Yamato après l'attaque de l'aviation américaine.

L'opération Ten-Gō (Ten-Go sakusen) est une tentative de contre-attaque menée par une force de frappe de dix navires de surface japonais dirigée par le supercuirassé Yamato et commandée par l'amiral Seiichi Itō. La 2e flotte quitte le Japon pour une mission suicide contre les forces alliées envahissant Okinawa afin de détruire le maximum de navires ennemis. Le Yamato ne dispose de combustible que pour un aller simple. La flotte a l'ordre de se frayer un passage entre les navires ennemis jusqu'au nord-est de l'île d'Okinawa, où elle doit s'échouer et servir de batterie côtière. Les membres d'équipage ayant survécu doivent ensuite se joindre à l'armée impériale pour combattre le corps expéditionnaire américain. Quasiment aucune couverture aérienne n'est prévue, ce qui rend très vulnérables les navires japonais aux attaques aériennes alliées.
La 2e flotte appareille le 6 avril à 16h00. Cependant, la force Ten-Go est repérée par les sous-marins peu après avoir quitté les eaux territoriales japonaises. La flotte japonaise est interceptée par des avions lancés depuis les porte-avions américains bien avant qu’elle n’atteigne Okinawa. Le 7 avril 1945, durant près de deux heures, une force de 386 avions, en cinq vagues d'assaut, frappe le plus grand cuirassé du monde qui coule vers 14 h 30. Les bombardiers-torpilleurs américains ont reçu l'ordre de viser le côté bâbord afin de provoquer le chavirage du navire et contrer les mesures anti-inondation, et de frapper de préférence la proue ou la poupe, où le blindage est supposé plus mince. En plus du Yamato, le croiseur léger Yahagi et quatre des huit destroyers sont également coulés. En tout, la Marine impériale japonaise a perdu quelque 3 700 marins, y compris l'amiral Seiichi Itō, alors que les Américains n’ont à déplorer la perte que de dix avions et douze aviateurs. Seuls quatre destroyers japonais (le Fuyutsuki, le Yukikaze, le Hatsushimo et le Suzutsuki) parviennent à s'échapper. Pendant l'opération, l'aviation japonaise attaque la flotte américaine à Okinawa avec 115 avions, principalement des kamikazes. Le porte-avions Hancock et le cuirassé USS Maryland subissent des dommages modérés. Si le destroyer Bennett est sérieusement endommagé, aucun navire américain n'est coulé dans la bataille. Environ cent avions japonais sont détruits durant le raid. Cette opération est la dernière grande bataille aéronavale de la guerre du Pacifique.

### British Pacific Fleet
La flotte britannique du Pacifique participe en tant que Task Force 57. Elle est chargée de neutraliser les aérodromes japonais dans les îles Sakishima, ce qu'elle fait avec succès du 26 mars au 10 avril. Le 10 avril, son action se porte contre les aérodromes situés au nord de Formose. La force se retire à la baie de San Pedro le 23 avril pour ravitaillement. Le 1er mai, la flotte britannique du Pacifique retourne sur zone pour frapper les aérodromes, mais utilise en plus de son aviation embarquée son artillerie navale. Si plusieurs attaques kamikazes causent des dommages importants, les ponts d'envol blindés des porte-avions britanniques permettent de limiter le nombre d'interruptions dans les opérations.

## Bataille sur terre

Plan des opérations américaines à Okinawa.

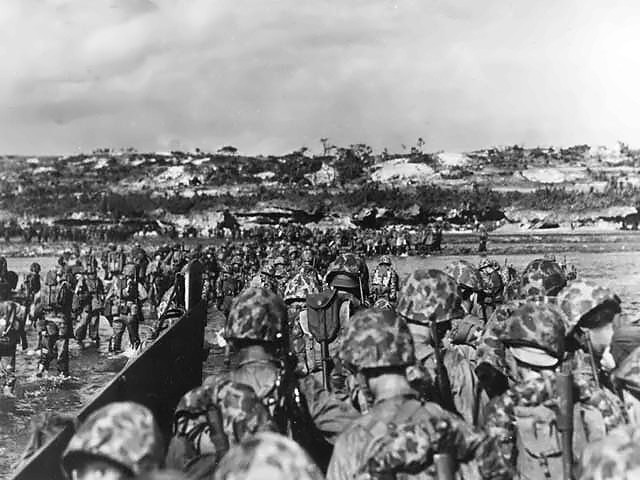
Marines débarquant à Okinawa le 1er avril.

Plage du débarquement, 13 avril 1945.

La bataille sur terre débute le 1er avril 1945 et s’étale sur 81 jours. Cependant, les premiers Américains à terre sont des soldats de la 77e division d'infanterie qui débarquent dans les îles Kerama à 24 km à l'ouest d'Okinawa le 26 mars. Le débarquement se poursuit durant les cinq jours suivants afin de sécuriser Kerama. L'opération a aussi pour but d’éliminer la menace des bateaux suicide afin de fournir un mouillage protégé pour la flotte. En effet, les Américains neutralisent sur cet îlot près de quatre cents canots motorisés chargés d'explosifs que les Japonais, surpris, n'ont pas eu le temps d'utiliser. Cette découverte permet de jauger la résolution des défenseurs d'Okinawa, prêts au sacrifice par tous les moyens. Dans ces opérations préliminaires, la 77e Division d'infanterie a 27 morts et 81 blessés, alors que le nombre de Japonais capturés ou tués s'élève à 650. Le 31 mars, l'United States Marine Corps Amphibious Reconnaissance Battalion débarque sans rencontrer d’opposition sur Keise Shima, quatre îlots à seulement 13 km à l'ouest de la capitale d'Okinawa, Naha. Des canons de 155 mm Long Tom sont débarqués sur ces îlots afin de couvrir les opérations sur Okinawa.
Les zones prévues pour établir les têtes de pont sont bombardées de manière intensive durant les six jours précédant le débarquement principal. Ce dernier est opéré par le 24e corps d'armée et le III Marine Expeditionary Force sur les plages d'Hagushi (en) sur la côte ouest d'Okinawa le 1er avril. La 2e division des Marines effectue une démonstration au large des plages de Minatoga sur la côte sud afin de confondre les Japonais sur les intentions américaines et retarder le mouvement de leurs troupes. 60 000 soldats américains débarquent sans rencontrer autre chose qu'une faible opposition. À 20 h 30, quatre divisions américaines, les 7e et 96e divisions d'infanterie et les 1re et 6e divisions des Marines ont débarqué. En seulement une heure, environ 16 000 hommes sont déjà à terre. À la nuit tombée, ce chiffre atteint 60 000. En fin de journée, il n'y a presque aucune perte mais une attaque kamikaze d'importance a lieu au crépuscule sur les navires de soutien de la force d'invasion et sur l'escadre britannique. Malgré les dégâts occasionnés, aucun navire n'est coulé ce jour-là. À terre, les troupes américaines arrivent rapidement sur la côte est de l'île coupant les défenses de cette dernière en deux et le 4 avril, elles se séparent en deux groupes ; une partie marchant vers le nord-est, l'autre prenant la direction du sud.

### Opérations au nord d'Okinawa

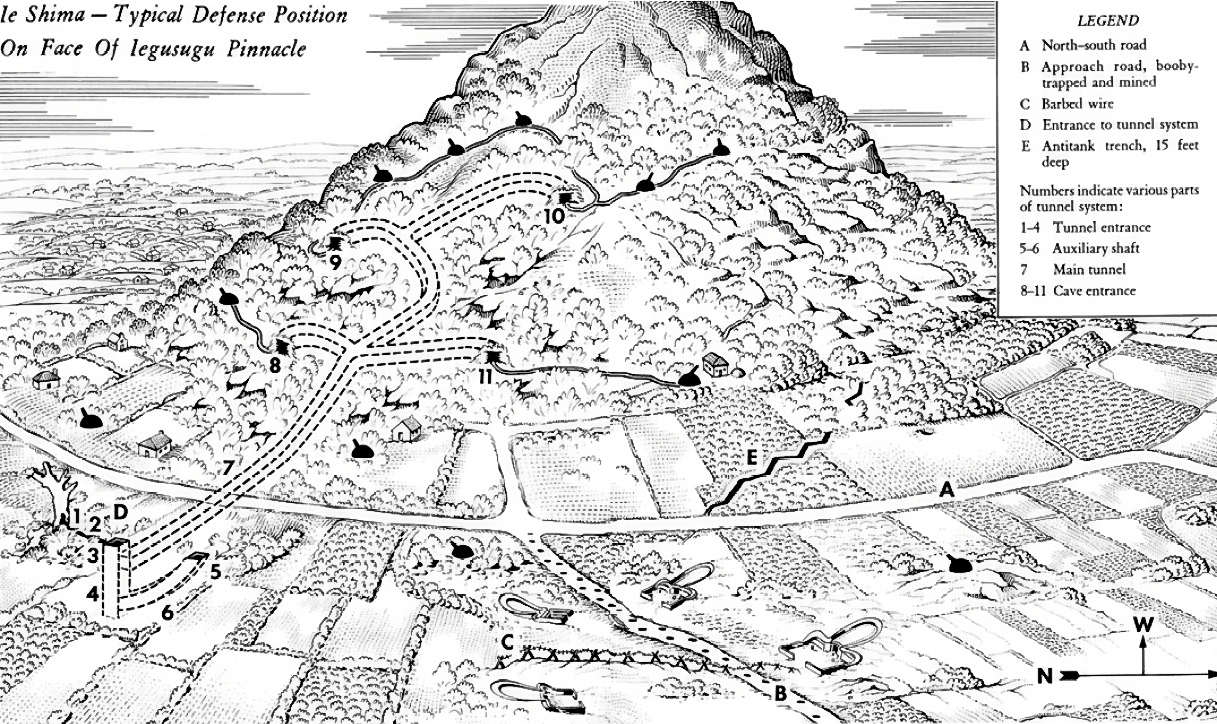
Les positions défensives sur Ie-jima.

La 10e armée balaye la partie centre-sud de l'île avec une relative facilité et s'empare des bases aériennes de Kadena et Yomitan dans les heures suivant le débarquement. Compte tenu de la faiblesse de l'opposition, le général Buckner décide de procéder immédiatement à la phase II de son plan en envahissant le nord d’Okinawa. Jusqu'au 20 avril, a lieu un bombardement massif suivi d'un nettoyage à la grenade et au lance-flammes des défenseurs fanatisés des blockhaus sur la partie nord.
Les Marines ne rencontrent qu'une faible résistance avant d’atteindre la péninsule de Motobu. La situation change complètement entre le 6 et le 9 avril lorsque les Américains arrivent au contact des premières lignes japonaises dans la presqu'île de Motobu, au nord, et dans la région de Nakagusuku, au sud. Les combats deviennent rapidement violents. La 6e division des Marines se dirige vers l'isthme d'Ishikawa (Ishikawa, Okinawa (en)) et avant le 7 avril encercle la péninsule Motobu. Six jours plus tard, le 13 avril, le 2e Bataillon du 22nd Marine Regiment (United States) (en) atteint cap Hedo à l'extrémité nord de l'île. À ce stade, la majeure partie des forces japonaises sous le commandement de Takehido Udo (nom de code Udo Force) situées au nord, est acculée sur la péninsule Motobu et concentrée autour du mont Yae (Yae-Dake) ; un terrain montagneux et boisé formé de crêtes et de ravins rocheux au centre de la péninsule. Les combats sont violents avant que les Marines ne réussissent à dégager Yae-Dake le 18 avril. Lors de cette phase, les Marines de la 6e Division ont parcouru 135 km et occupé 1 129 km2. Le nombre de victimes japonaises se monte à plus de 2 500 morts et quarante-six prisonniers ; les Marines comptent 236 morts, 1 061 blessés et sept disparus.
Pendant ce temps, le 16 avril, la 77e division d'infanterie frappe l’île d'Ie-jima, une petite île au large de l'extrémité ouest de la péninsule. En plus des forces défensives classiques, la 77e division d'infanterie doit faire face aux attaques kamikazes et même à des femmes armées de lances. Les combats sont violents avant que l’île ne soit déclarée pacifiée le 21 avril et utilisée comme base aérienne pour les opérations contre le Japon. Ernie Pyle, un correspondant de guerre, est tué au cours des combats sur l'île d'Ie-jima. Les Marines doivent aussi tenter de rassurer les civils persuadés par l’armée japonaise que les Américains vont les torturer et les tuer. Sur les 7 500 défenseurs de l'île, près de 5 500 sont tués. Entre la 3e et la 4e semaine d'avril, les régions centre et nord d'Okinawa passent sous le contrôle des troupes américaines. Une fois leur mission accomplie, les Marines prennent la direction du sud afin d'y soutenir l'opération en cours.

### Opérations au sud d'Okinawa

#### La ligne Machinato

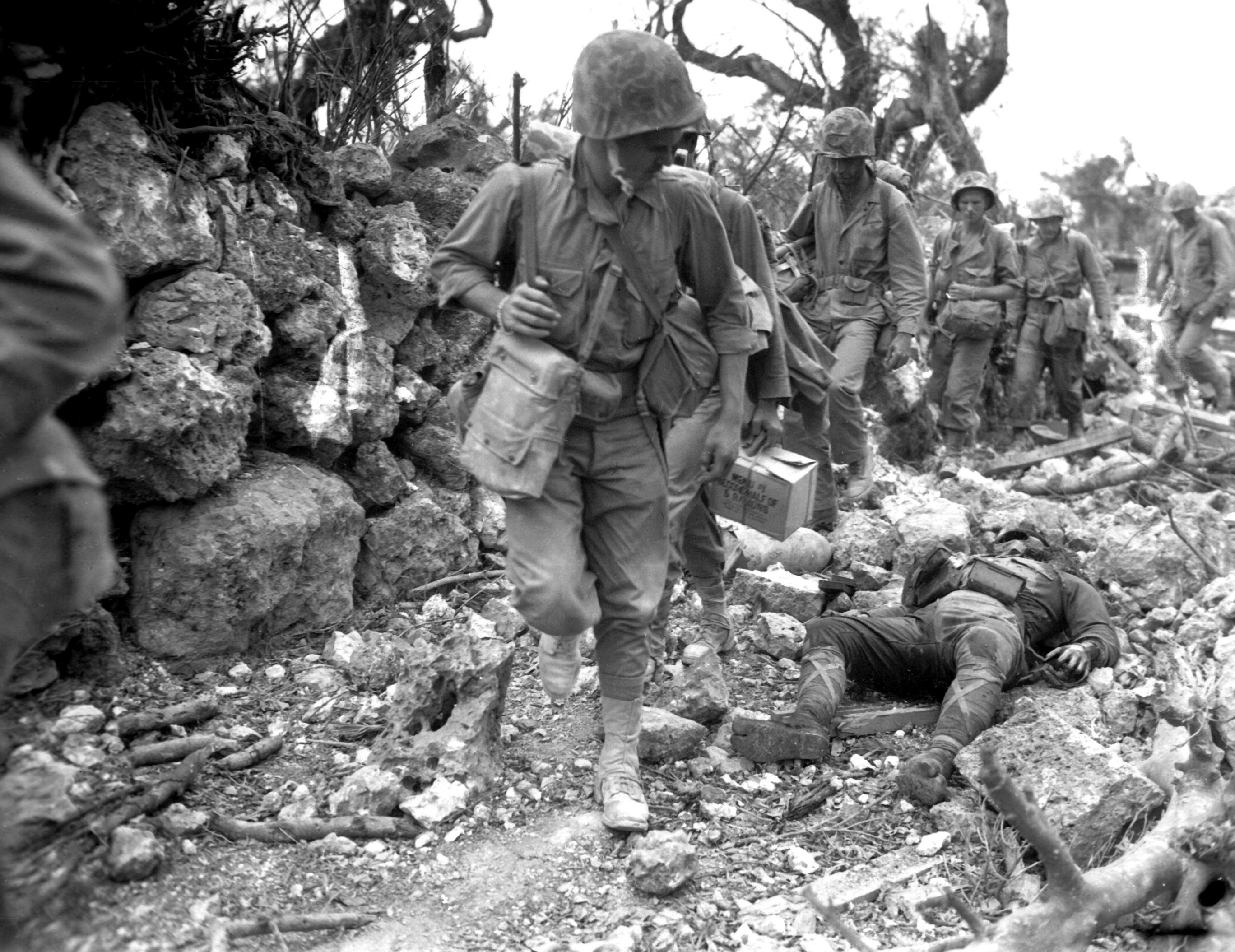
Une colonne de marines passe à côté d'un soldat japonais mort dans un village détruit en avril 1945.

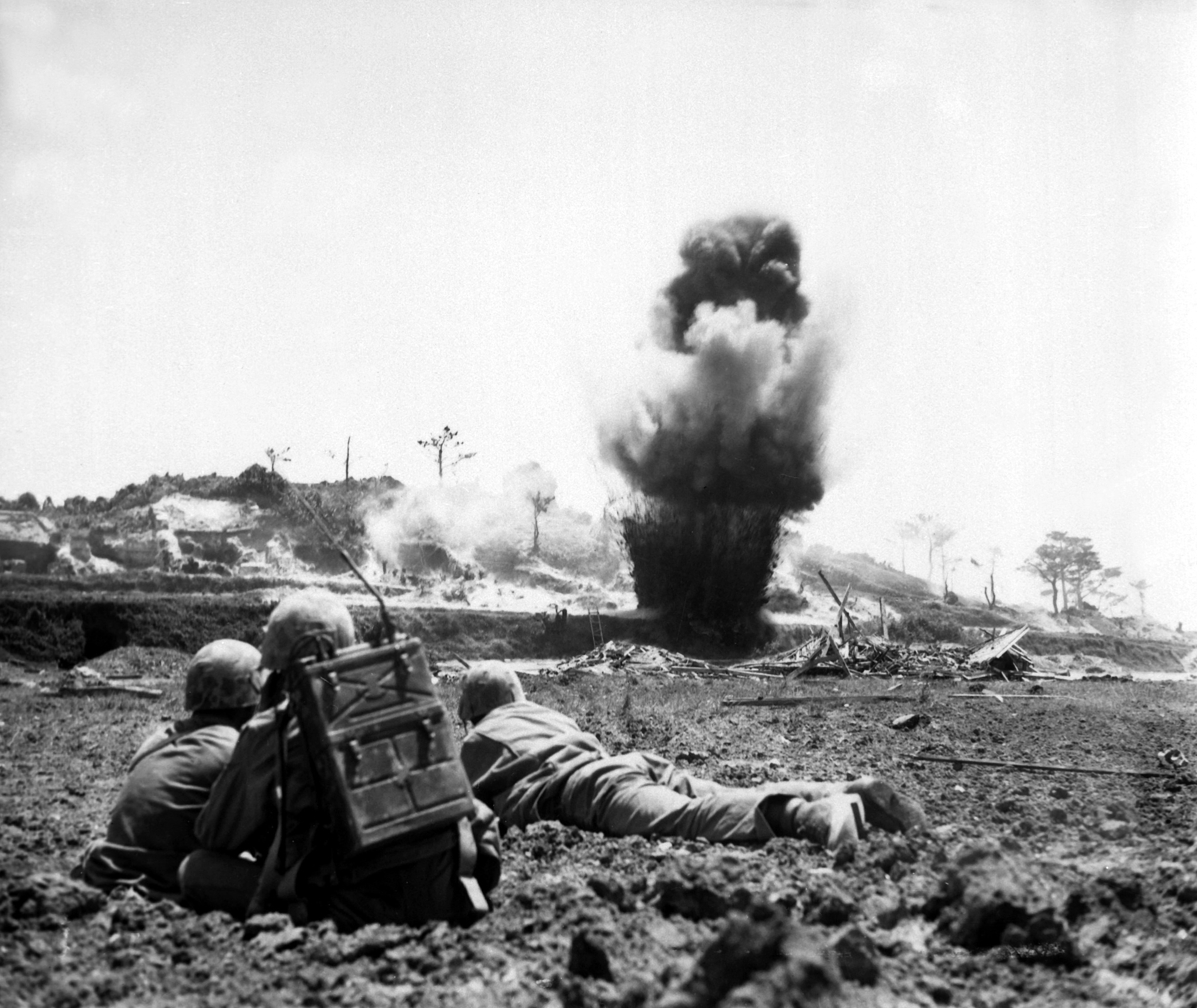
Une équipe de démolition de la 6e division des Marines faisant exploser une grotte japonaise en mai 1945.

Les combats durent jusqu'au 24 juin dans la partie sud d'Okinawa. Les trous doivent être nettoyés un à un, à la grenade, les Américains étant souvent victimes de pièges. L'avancée est très lente et très coûteuse, les Japonais cherchant à tuer le maximum d'ennemis et se battant jusqu'à la mort.
Alors que la 6e division des Marines nettoie le nord d'Okinawa, les 7e et 96e division d'infanterie de l'armée américaine avancent vers le sud d'Okinawa. À partir du 6 avril, la 96e division d'infanterie commence à rencontrer une résistance féroce dans le centre-ouest d’Okinawa entre Machinato et Ouki, le long de la première des trois lignes de défense japonaises, la ligne Machinato. En effet, les troupes japonaises occupent des postes fortifiés à l'est de la route no 1 et à environ 8 km au nord-ouest de Shuri, une zone bientôt connue sous le nom Cactus Ridge (en). La 7e division d'infanterie rencontre aussi une opposition féroce au niveau d'un piton rocheux situé à environ 910 m au sud-ouest d'Arakachi (plus tard surnommé The Pinnacle, Battle of Okinawa (en)). Pendant la nuit du 8 avril, les troupes américaines finissent par nettoyer ces positions fortifiées ainsi que plusieurs autres. Lors de ces opérations, ils capturent ou éliminent environ 4 500 Japonais et perdent plus de 1 500 blessés au combat. Mais la bataille ne fait que commencer car ces positions ne sont que les avant-postes de la ligne de défense Shuri.
L'objectif américain suivant est Kakazu Ridge (crête Kakazu), deux collines qui font partie des défenses extérieures de la ligne Shuri. Les soldats japonais ont bien préparé leurs positions et combattent avec ténacité. Ils utilisent aussi un système de cavernes fortifiées. Les forces de la 96e division d'infanterie perdent de nombreux hommes en tentant de nettoyer les caches et grottes japonaises. Les soldats japonais exigent de la population civile, sous la contrainte, qu'elle leur fournisse de l'eau et des provisions, ce qui conduit à augmenter les pertes humaines civiles. Si l'avance américaine est inexorable, elle donne lieu à un nombre élevé de victimes des deux côtés.
Comme l'offensive américaine contre Kakazu Ridge stagne, le général Ushijima, influencé par le général Chō, décide de passer à l'offensive. Dans la soirée du 12 avril, la 32e armée japonaise attaque les positions américaines sur tout le front. L'attaque japonaise est lourde, soutenue, et bien organisée. Après de féroces combats rapprochés, les assaillants se retirent, mais répètent leur offensive la nuit suivante. Un dernier assaut le 14 avril est à nouveau repoussé. Ces attaques révèlent aux officiers de la 32e armée la vulnérabilité des Américains à la tactique d'infiltration nocturne. Cependant, la puissance de feu nettement supérieure de ces derniers rend extrêmement dangereuses les concentrations offensives de troupes japonaises et ils doivent retourner à leur stratégie défensive. Les troupes américaines sont fortement ralenties par la défense acharnée des Japonais. Buckner arrive sur le terrain le 14 avril et pour débloquer la situation, il décide l'envoi d'une 3e division, la 27e, en soutien des 96e et 7e rendues exsangues par ces combats.
La 27e division d'infanterie, qui a débarqué le 9 avril, prend donc la relève à droite, le long de la côte ouest de l'Okinawa. Le général John R. Hodge dispose maintenant de trois divisions sur la ligne de front, la 96e au centre, et la 7e à l'est et donc la 27e à l’ouest. Chaque division tient un front de seulement 2,4 km. Hodge lance une nouvelle offensive du 19 avril avec un barrage de 324 canons, le plus grand jamais effectué sur le théâtre pacifique (19 000 obus tirés en quelques heures). Les cuirassés, croiseurs et destroyers se joignent au bombardement, appuyés par 650 avions de la Navy et des Marines qui frappent les positions ennemies avec du napalm, des roquettes, des bombes et des mitrailleuses. Cependant, les défenses japonaises sont implantées sur des pentes inverses (Reverse slope defence (en)), où les soldats peuvent attendre la fin du barrage d'artillerie et des attaques aériennes dans une relative sécurité, pour émerger des grottes et lancer une pluie de mortiers et de grenades sur les Américains qui tentent d'avancer.
Les combats sont acharnés. Un assaut de blindés mené par la 27e division tente une percée afin de déborder les positions japonaises à Kakazu Ridge mais il ne permet pas d’établir le contact avec son soutien d'infanterie qui tente, lui, de franchir la crête. L'assaut se solde par la perte de vingt-deux chars sur les trente que possède la division dès le premier jour de cette offensive. Bien que les chars lance-flammes permettent de nettoyer de nombreuses grottes défensives, l'échec de la percée conduit le 24e corps d'armée à la perte de 720 hommes (tués, blessés ou disparus). Les pertes auraient pu être plus grandes si les Japonais n’avaient pas eu la quasi-totalité de leurs réserves d'infanterie occupées plus au sud au large des plages de Minatoga, par une feinte de la 2e division des Marines coïncidant avec l'attaque. Après 18 jours de durs combats, le 24 avril, la première des trois lignes de défense japonaises, l'anneau défensif extérieur, la ligne Machinato, est prise. Les Marines atteignent la crête Kakazu, clé du système de défense Machinato. Les troupes japonaises se retirent sur la seconde ligne défensive plus lourdement armée et fortifiée, la ligne Shuri située entre Naha et Yonabaru.

#### La ligne Shuri

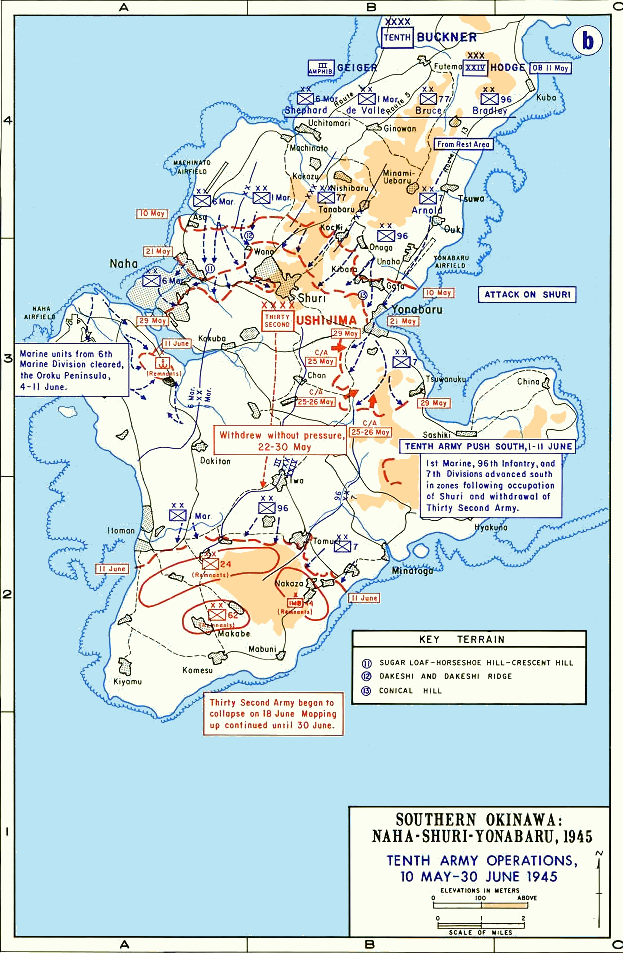
Carte des opérations au sud d'Okinawa, Naha-Shuri-Yonabaru.

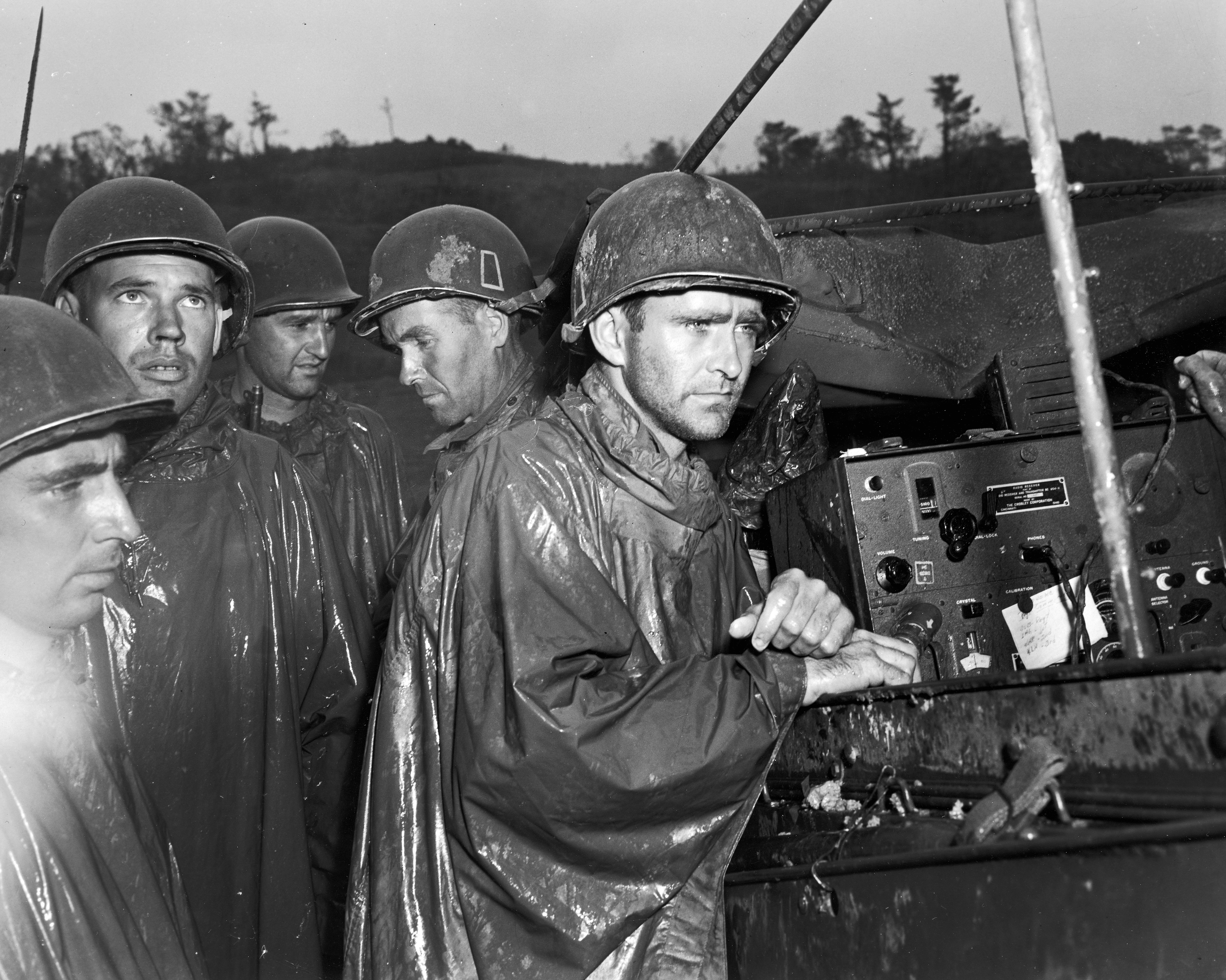
Des soldats américains de la d'infanterie écoutent impassiblement les rapports de radio de la Victoire en Europe, le 8 mai 1945.

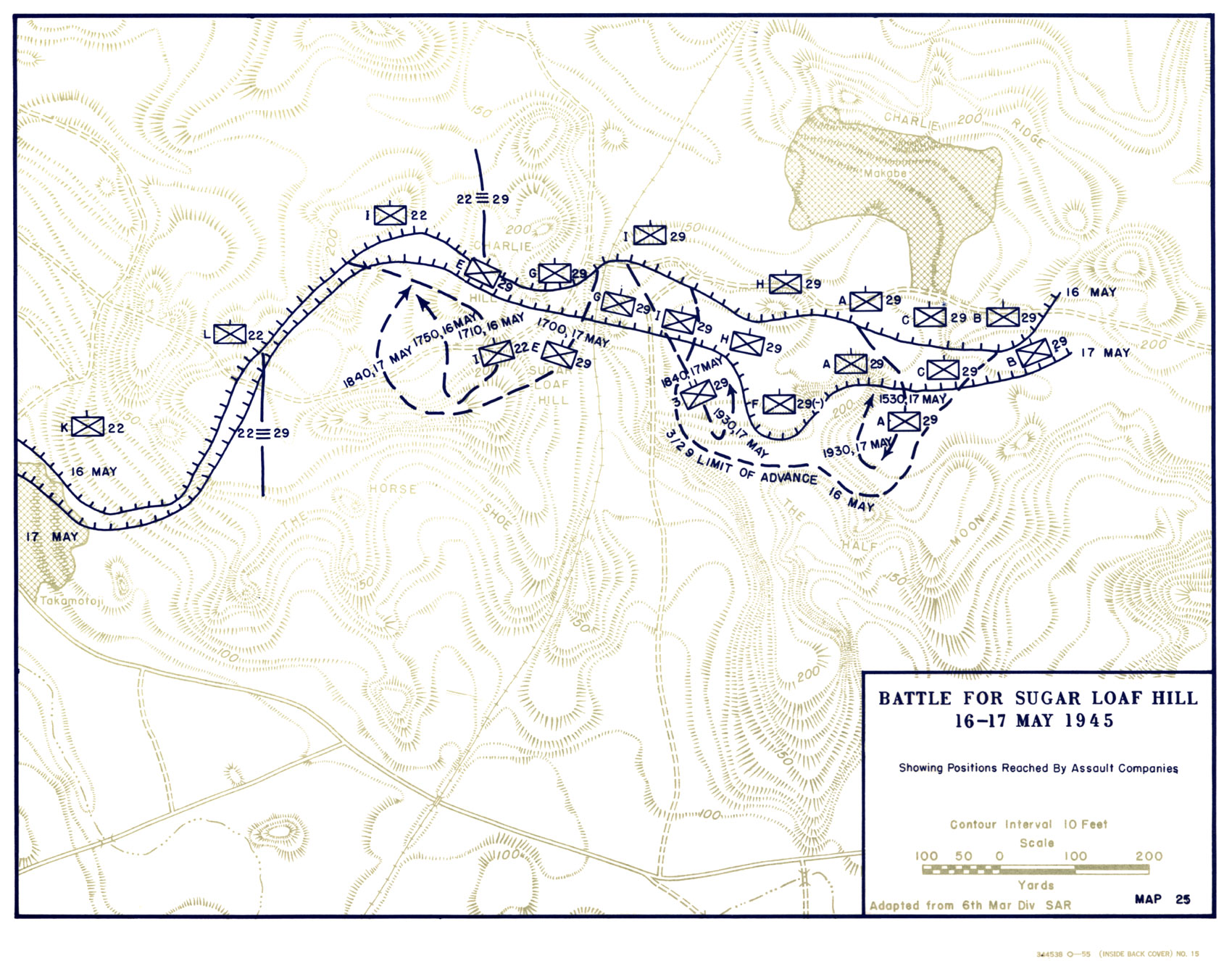
Carte de la bataille pour Sugar Loaf Hill, 16 et 17 mai 1945.

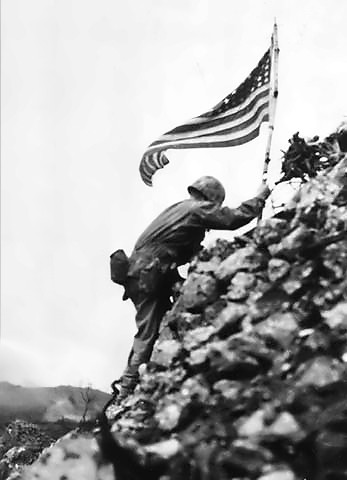
Le Lt. Col. Richard P. Ross, commandant du, brave les tireurs embusqués sur un parapet de Shuri Castle le 30 mai afin d'y placer un drapeau américain. Ce même drapeau a été soulevé à Cape Gloucester puis à Peleliu

Les combats les plus âpres se situent le long de la seconde ligne de défense japonaise au sud encore appelée ligne Shuri. La seconde ligne défensive est plus lourdement armée et fortifiée. Cette ligne profite aussi d’avantages naturels. Chaque crête est criblée de positions défensives permettant aux Japonais de toujours tenir en employant un nombre relativement faible de soldats contre un adversaire qui doit se déplacer à travers les ravins, les rivières et les collines. Ralentis par les Japonais, les Marines se heurtent à de lourdes contre-attaques, le plus souvent anéanties par la puissance de feu américaine. À la fin du mois d’avril, après la poussée des forces américaines à travers la ligne défensive Machinato, la 1re division des Marines remplace la 27e division d'infanterie, et la 77e division d'infanterie remplace la 7e. Après l’arrivée de la 6e division des Marines, le III Marine Expeditionary Force reprend le flanc droit et la 10e armée (États-Unis) prend le contrôle de la bataille. Les Américains se heurtent alors au complexe défensif de Shuri qui tient jusqu'au 21 mai. Les contre-attaques japonaises ayant redoublé et étant synchronisées avec les attaques kamikazes, les pertes alliées deviennent considérables. Les difficultés rencontrées par les Américains sur cette ligne incitent le général Ushijima à passer à l'offensive.
Le 4 mai, la 32e armée lance une grande contre-offensive. Cette fois, Ushijima prévoit de lancer une offensive majeure avec une brigade de 3 000 hommes appuyée par des chars, chargés de frapper le centre des lignes américaines et un assaut amphibie sur les côtes en arrière des forces américaines pour détourner leur attention. Pour soutenir son offensive, l'artillerie japonaise s’installe à découvert. Ce faisant, elle peut tirer 13 000 coups en appui mais l’efficacité des tirs de contrebatterie américains détruit des dizaines de pièces d'artillerie japonaises. Des unités navales américaines puis la 1re division des Marines repèrent les troupes amphibies en mouvement et les pulvérisent en mer sans laisser de survivant. La brigade d'infanterie est elle aussi repérée et frappée par l'artillerie et l'aviation. La dernière attaque japonaise planifiée de la Seconde Guerre mondiale tourne au désastre. Buckner lance une autre offensive américaine le 11 mai qui va s’étaler sur dix jours de combats acharnés. Le 13 mai, les troupes de la 96e division d'infanterie et le 763rd Tank Battalion (United States) (en) capturent Conical Hill. Surplombant à 145 m au-dessus de la plaine côtière de Yonabaru, Okinawa, l’une des principales zones de défense japonaise située à l’est et occupée par environ 1 000 hommes. Pendant ce temps, sur la côte opposée, la 1re et la 6e divisions de Marines combattent pour prendre Sugar Loaf Hill. Le complexe de Sugar Loaf Hill, Horseshoe Ridge, et Half Moon Hill est l'une des zones les plus âprement disputées de toute la bataille. Chaque colline couvrant les deux autres, les Japonais les ont aussi reliées entre elles par un réseau de galeries. Sugar Loaf Hill change de mains quatorze fois avant d'être finalement prise par les Américains le 18 mai. La capture de ces deux positions clés expose les Japonais sur les deux côtés de la ligne Shuri. Buckner espère ainsi encercler Shuri et piéger les principales forces japonaises de défense.
À la fin de mai, les pluies de mousson ont transformé les collines et les routes en un bourbier compliquant la situation tactique et médicale. La situation au sol a commencé à ressembler au champ de bataille de la Première Guerre mondiale avec des troupes embourbées, des routes impraticables pour évacuer les blessés vers l'arrière. Les troupes vivent sur un terrain détrempé, à la fois dépotoir et cimetière. Des corps japonais et américains sans sépulture, piégés dans la boue, ont commencé à se décomposer. Toute personne glissant sur les pentes grasses pouvait facilement trouver ses poches pleines de larves à la fin de la journée. Le 11 mai, l'effort américain se porte sur Naha, la capitale d'Okinawa contre laquelle les troupes américaines lancent leur offensive. Le 17 mai, après une féroce bataille la cité, en ruines, est investie par les Américains.
Le 20 mai, les troupes américaines atteignent le château de Shuri mais les pluies torrentielles réduisent la mobilité des forces blindées et donnent un répit aux Japonais. Le 29 mai, le major-général Pedro del Valle, commandant de la 1re division des Marines, ordonne à la compagnie A du 1er bataillon, 5e de Marines de capturer le château de Shuri. La zone est bombardée par le cuirassé USS Mississippi (BB-41) pendant trois jours avant cette opération. Ces bombardements poussent la 32e armée à se retirer au sud, ce qui facilite la prise du château de Shuri par les Marines,. Cependant, le château est en dehors de la zone assignée à la 1re division des Marines et ce n'est que grâce à l'action du commandant et du personnel de la 77e division d'Infanterie qu'un raid aérien américain et un bombardement d'artillerie sont arrêtés avant de faire de nombreuses victimes par tir ami. La prise du château de Shuri, le 29 mai, est une défaite à la fois stratégique et psychologique des Japonais et une étape importante dans la progression des Alliés. Del Valle reçoit la Navy Distinguished Service Medal pour son commandement dans les combats et l'occupation d'Okinawa.

#### La retraite japonaise et la fin des combats

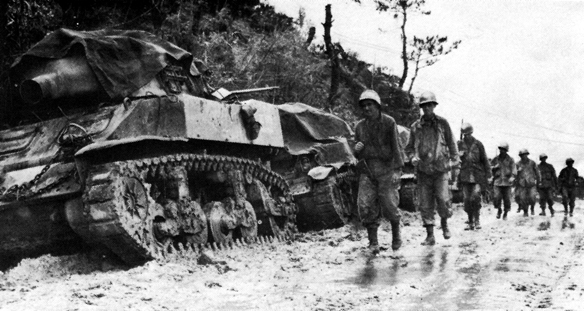
Soldats américains en route vers les lignes de front, passant à côté de chars embourbés en mai 1945

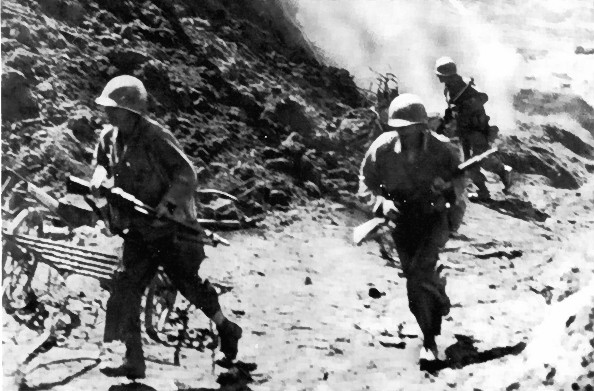
Équipe de démolition américaine s'éloignant d'une grotte qui abritait des soldats nippons, après l'avoir détruite

Après la retraite de Shuri, les défenseurs japonais se retranchent derrière leur dernière ligne défensive Itoma (entre Itoma et Mabum), le long des crêtes entre Kunishi Ridge, Yuza-Dake, et Yaeju-Dake, d'ouest en est. La retraite japonaise — harcelée par des tirs d'artillerie — est menée avec une grande habileté dans la nuit, aidée par les tempêtes de la mousson. La 32e armée japonaise se montre capable de déplacer près de 30 000 hommes derrière cette dernière ligne de défense sur la péninsule Kiyan, où se déroulera la plus grande boucherie d’Okinawa avec la mort de milliers de civils. En outre, 9 000 soldats de la Marine impériale japonaise soutenus par 1 100 miliciens sont retranchés sur la colline surplombant la base navale d’Okinawa à Uruma dans la péninsule Oroku, à l'est de l'aérodrome. Les forces américaines se regroupent et déclenchent l'assaut sur la presqu'île d'Oroku le 4 juin. Des éléments de la 6e division des Marines lancent un assaut amphibie sur la péninsule. L'aérodrome est rapidement pris, mais les marins de l'amiral Minoru Ōta opposent une solide résistance dans les grottes et les replis de terrain. Pour ne pas tomber aux mains des Américains, les 4 000 marins japonais — y compris l'amiral Ōta — se suicident dans les tunnels souterrains creusés à la main lors du siège du quartier général naval le 13 juin. Pendant ce temps, la 1re division des Marines se dirige vers le sud, atteignant les faubourgs d'Itoman dans la soirée du 7 juin. Le lendemain, les Marines se heurtent à un nouveau complexe défensif japonais ; les combats sont extrêmement violents. Dès lors, les Américains font sauter tous les blockhaus et toutes les entrées de grotte, emmurant ainsi les Japonais. Le 12 juin, la 1re division des marines attaque Kunishi Ridge. Le 14 juin, elle se lance à l’assaut de Yaeju-Dake et Yuza-Dake. Les collines ne sont prises qu’après plusieurs jours de terribles combats avec beaucoup de pertes de chaque côté et ce n'est que le 17 juin au soir que l'ensemble du complexe est neutralisé.
Le 17 juin, les restes de la 32e armée d’Ushijima sont poussés dans une petite poche à l'extrême sud de l'île, au sud d'Itoman. Le 18 juin, le général Buckner est tué par l'artillerie ennemie alors qu’il surveille au sommet de la colline Mezado (l'une des hauteurs de Sugar Loaf Hill) la marche en avant de ses troupes. Buckner est remplacé par Roy Geiger. En assumant le commandement, Geiger devient le seul Marine à commander en chef un corps d'armée au combat ; il est remplacé cinq jours plus tard par Joseph Stilwell.
La côte sud d'Okinawa est atteinte le 19 juin ; les Américains encerclent alors les dernières positions japonaises encore très agressives. À la grande surprise des Américains qui craignent une ruse, un certain nombre de Japonais, isolés ou en groupe, se rendent. De nombreux soldats ainsi qu'un groupe d'infirmières se suicident. De nombreux habitants de l'île, parfois des familles entières, se donnent la mort pour ne pas se rendre à l'armée américaine. Selon des témoins, ces suicides ont été ordonnés par l'armée impériale et sont le résultat de la propagande shōwa. Les derniers vestiges de résistance japonaise tombent le 21 juin, bien que certains Japonais tentent de se cacher, y compris le futur gouverneur de la préfecture d'Okinawa, Masahide Ōta. Ushijima et Cho se suicident par seppuku dans leurs quartiers généraux sur la colline 89 dans les heures précédant la fin de la bataille. Le colonel Yahara demande la permission à Ushijima de se suicider, mais le général refuse sa demande, en disant : « Si vous mourez, il n'y aura pas un survivant connaissant la vérité sur la bataille d'Okinawa. Portez cette honte provisoire, mais supportez-la. Ceci est un ordre de votre Commandant. ». Yahara est le plus haut gradé à avoir survécu à la bataille sur l'île, et plus tard, il écrivit un livre intitulé La bataille pour Okinawa. La cérémonie officielle de reddition se déroule le 7 septembre à proximité de l'aérodrome de Kadena.
29 810 964 cartouches de fusils et de mitrailleuses furent tirées par les forces américaines durant cette bataille.

## Pertes humaines
Okinawa est la plus grande et la plus sanglante bataille de la guerre du Pacifique,,, bien que d'autres batailles, notamment celles de Peleliu ou d'Iwo Jima qui ont impliqué moins d'hommes, aient été proportionnellement plus meurtrières avec un taux de pertes largement supérieur dans les deux camps. La pierre angulaire de la paix située à Itoman porte les noms de chacun des tués à Okinawa lors de la bataille. En 2010, le monument porte 240 931 noms, dont 149 193 civils d'Okinawa, 77 166 soldats impériaux japonais, 14 009 soldats américains, 82 Britanniques, 365 Sud-Coréens, 82 Nord-Coréens et 34 Taïwanais,. Les chiffres correspondent aux décès enregistrés au cours de la bataille d'Okinawa entre le débarquement américain dans les îles Kerama le 26 mars 1945 et la signature de la capitulation du Japon le 2 septembre 1945. 234 183 noms ont été inscrits au moment de l'inauguration du monument et de nouveaux noms sont ajoutés chaque année,,. Quarante mille des civils morts à Okinawa ont été enrôlés par l'armée japonaise et sont considérés comme morts au combat.

### Pertes militaires

#### Pertes américaines

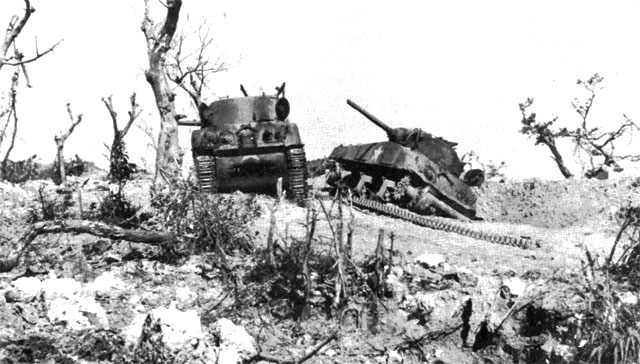
Deux M4 Sherman détruits par l’artillerie japonaise à Bloody Ridge, le 20 avril 1945.

Les pertes américaines s'élèvent à plus de 82 000 tués ou mis hors de combat pour diverses raisons (blessures, maladies, problèmes psychiatriques…), dont plus de 12 500 disparus ou morts au combat : 4 907 marins de l’US Navy, 4 675 soldats de l’US Army et Armée et 2 938 Marines. Plusieurs milliers de militaires qui sont morts de blessures ou d'autres causes à une date ultérieure à la bataille ne sont pas compris dans ce total. Une des plus célèbres victimes américaines est le correspondant de guerre Ernie Pyle, qui a été tué par un tireur de précision japonais sur l'Ie-jima (une petite île au large du nord-ouest d'Okinawa). La décision du général Buckner d'attaquer de front les défenses japonaises, bien que très coûteuse en vies américaines, est finalement couronnée de succès. Il est cependant tué par un éclat d’obus japonais alors qu’il inspecte ses troupes sur la ligne de front. C’est l'officier américain le plus haut gradé à être tué par le feu ennemi pendant la guerre. Le lendemain de la mort de Buckner, le Brig. Gen. Claudius Miller Easley (en) est tué par des tirs de mitrailleuse.
Les pertes d'aéronefs pendant les trois mois qu'a duré la bataille s'élèvent à 768 avions alliés en comptant les avions chargés de bombarder les aérodromes de Kyushu d'où partaient les kamikazes. Les pertes au combat représentent 458 avions et les accidents en opération 310. Sur terre, les forces américaines ont perdu au moins 225 chars et de nombreux Landing Vehicle Tracked. En mer, pendant la campagne d'Okinawa, 368 navires alliés, y compris cent vingt navires amphibies ont été endommagés et vingt huit coulés, dont quinze navires amphibies et douze destroyers. La marine américaine totalise 4 907 morts et 4 874 blessés, principalement par des attaques kamikazes.
La bataille d'Okinawa, plus que toute autre bataille du théâtre Pacifique, a provoqué de nombreux psychotraumatismes chez les soldats américains. En effet, les pertes américaines comprennent des milliers de cas de dépression nerveuse. Les bombardements constants de l'artillerie et la fréquence des accidents ont conduit un grand nombre d'hommes à présenter des troubles comportementaux. En outre, les pluies et la boue empêchaient de retirer les morts et des milliers de corps des deux camps jonchaient toute l'île. Le moral était dangereusement bas au mois de mai, tout comme le niveau de discipline. Les atrocités impitoyables commises par les Japonais pendant la guerre ont concouru à un changement de comportement de nombreux soldats américains qui ont multiplié les profanations de restes japonais. La tactique japonaise de se servir des habitants d'Okinawa comme boucliers humains a aussi entamé l'endurance psychologique des Américains.

#### Pertes japonaises

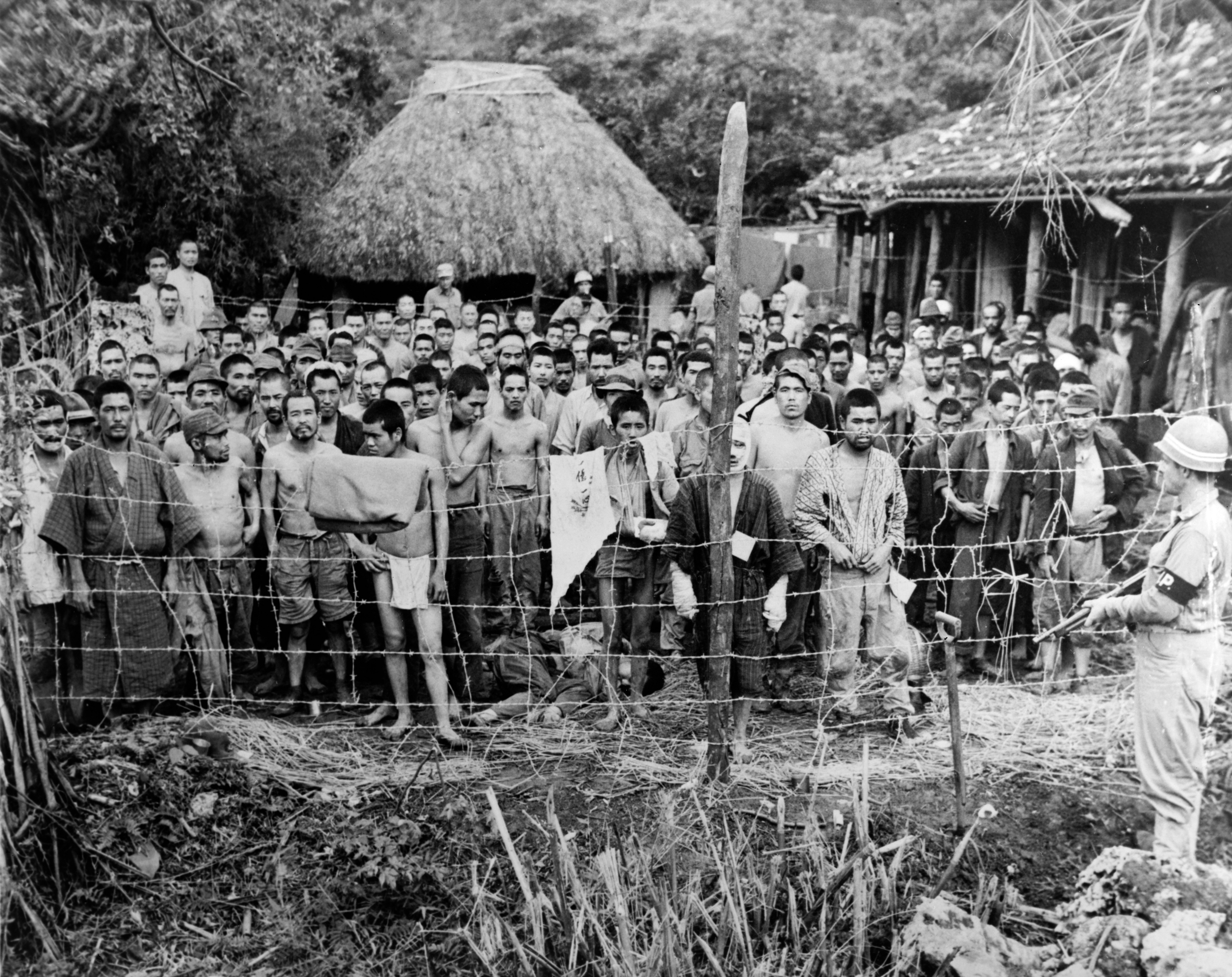
Des prisonniers japonais sur l'île d'Okuku en juin 1945.

L'armée américaine estime que 110 071 soldats japonais ont été tués pendant la bataille. Ce total comprend un nombre inconnu de civils d'Okinawa enrôlés de force et tués pendant la bataille. 7 401 soldats se sont rendus ou ont été capturés pendant la bataille. Des Japonais ont été capturés ou se sont rendus au cours des mois suivant la fin de la bataille, portant le nombre total à 16 346. C’est la première bataille de la guerre du Pacifique où des milliers de soldats japonais se rendent en masse ou sont capturés. Parmi ces derniers, beaucoup d’indigènes okinawaïens enrôlés de force peu de temps avant la bataille et beaucoup moins marqués par la doctrine du combat à outrance en vigueur dans l’armée impériale japonaise. Lors de l’occupation de l’île par les forces américaines, de nombreux soldats japonais jettent leur uniforme pour éviter la capture, mais certains habitants d'Okinawa aident les Américains à détecter les Japonais qui tentent la clandestinité.
Les Japonais ont perdu seize navires de combat, y compris le super cuirassé Yamato. Ils ont perdu 7 830 avions, y compris 2 655 en accidents opérationnels. Les chasseurs de l'US Navy et du Corps des Marines ont abattu 3 047 avions. La défense antiaérienne des navires a abattu 409 avions et les B-29 ont détruit 558 avions au sol sur les terrains d'aviation. Les Alliés ont détruit vingt-sept chars japonais et 743 pièces d'artillerie (y compris des mortiers, des canons antichars et anti-aériens). Certains d'entre eux ont été éliminés par les bombardements navals et aériens mais la plupart ont été détruits par des tirs de contrebatterie américains.

### Pertes civiles, suicides et atrocités

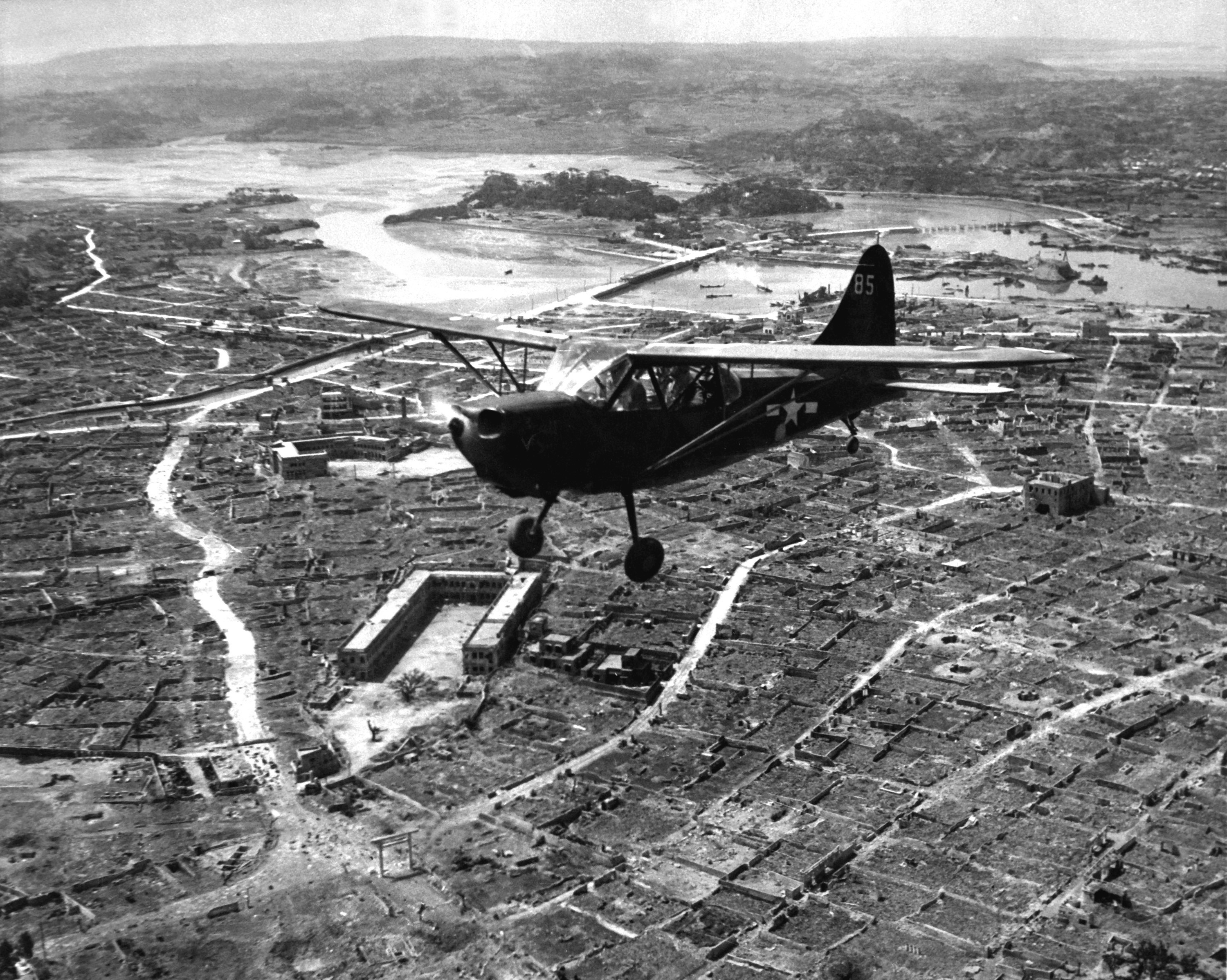
Un Stinson L-5 Sentinel des marines effectuant un survol d’observation en mai 1945 sur la capitale d'Okinawa, Naha, complètement rasée.

Certaines îles, qui connurent de grandes batailles, comme Iwo Jima, étaient inhabitées ou préalablement évacuées. À Okinawa, en revanche, la population civile était importante. L’armée américaine a estimé lors de la planification de l'opération que la population civile d’Okinawa s'élevait à 300 000 personnes. Selon diverses estimations, entre le dixième et le tiers a disparu pendant la bataille, soit 30 000 à 100 000 morts. L'estimation de la préfecture d'Okinawa est de plus de 100 000 morts, tandis que le décompte officiel de l'armée américaine pour la campagne de 82 jours affiche un total de 142 058 victimes civiles, y compris les victimes des tirs d'artillerie et des attaques aériennes et les enrôlés de force. Au cours de la bataille, les soldats américains ont éprouvé des difficultés à distinguer civils et soldats. Ouvrir le feu sur des maisons était monnaie courante, comme le relate un fantassin : « S’il y avait des tirs de riposte sur quelques-unes des maisons, les autres étaient probablement occupées par des civils. Nous ne nous en soucions plus, et c’est une terrible chose, de faire la distinction entre l'ennemi et les femmes et les enfants. Les Américains ont toujours eu une grande compassion, en particulier pour les enfants. Maintenant, nous tirons sans discernement ». De nombreux habitants d'Okinawa ont fui vers les grottes où ils ont été ensevelis par la suite. Le nombre exact de victimes civiles ne sera probablement jamais connu.
Dans son histoire de la guerre, le Musée préfectoral mémorial de la paix d'Okinawa présente Okinawa comme étant prise en étau entre les États-Unis et l'empire du Japon. Pendant la bataille, l'armée japonaise est restée indifférente au sort des habitants ; ses soldats ont même utilisé des civils comme boucliers humains, quand ils ne les ont pas simplement assassinés. Les Japonais ont confisqué la nourriture des habitants et exécuté ceux qui en cachaient, provoquant une famine de masse. Pour limiter les risques d’espionnage, les Japonais ont interdit aux habitants de l'île de parler l'Okinawaïen, un dialecte inintelligible pour les non-résidents. À la suite de cet ordre, les soldats japonais ont exécuté environ 1 000 personnes qui le parlaient. Le musée mentionne que « certains ont été déchiquetés par l'artillerie, certains se trouvant dans une situation désespérée ont été poussés au suicide, certains sont morts de faim, certains ont succombé à la malaria, tandis que d'autres ont été victimes des troupes japonaises en retraite ».
Avec la victoire imminente des troupes américaines, beaucoup de civils préférèrent le suicide collectif, poussés par la propagande militaire affirmant que les soldats américains victorieux allaient tout saccager, tuer et violer. En 2007, le Ryūkyū Shimpō (en), l'un des principaux journaux d'Okinawa, écrit qu’il existe de nombreux témoignages affirmant que l'armée japonaise a poussé au suicide les habitants d'Okinawa. Ces témoins ont aussi affirmé que les soldats japonais remettaient dans ce but des grenades aux habitants. Des milliers de civils portés par la propagande japonaise à croire que les soldats américains étaient des barbares commettant des atrocités horribles, préfèrent se tuer avec leur famille pour éviter d'être capturés. Certains d'entre eux se sont jetés depuis les falaises du sud où l’actuel musée préfectoral mémorial de la paix d'Okinawa réside. Les Okinawiens ont donc souvent été surpris par le traitement relativement humain qu'ils ont reçu de l'ennemi américain,. Dans le livre Islands of Discontent: Okinawan Responses to Japanese and American Power de Mark Selden (en), ce dernier note que les Américains n’ont pas développé une politique de torture, de viol ou d’assassinat de civils. Les traducteurs du Military Intelligence Corps (United States Army) (en) tels que Teruto Tsubota ont réussi à convaincre de nombreux civils de ne pas se donner la mort. Les survivants aux suicides collectifs ont aussi accusé l'endoctrinement de leur système éducatif, qui apprenait aux Okinawiens à devenir plus Japonais que les Japonais et à le prouver par leur comportement.
Les témoins et les historiens ont rapporté que les soldats des deux côtés avaient violé des femmes lors de la bataille d'Okinawa. Le viol par les troupes japonaises est devenu commun en juin, après l'évidence que l'armée japonaise serait vaincue,. Les responsables du Corps des Marines à Okinawa et à Washington ont affirmé qu'ils ignoraient que des viols avaient été commis par des militaires américains à Okinawa. Le New York Times a rapporté un évènement de 1945 où des civils du village de Katsuyama ont formé un groupe d'autodéfense pour tendre une embuscade et tuer trois soldats américains noirs qu'ils accusaient de fréquemment violer les filles du village.

### Controverse du MEXT
En mars 2007, un désaccord majeur est apparu entre le gouvernement local d'Okinawa et le gouvernement japonais sur le rôle de l'armée japonaise dans les suicides de masse de civils pendant la bataille. En effet, le ministère de l'Éducation, de la Culture, des Sports, des Sciences et de la Technologie (MEXT) conseille aux éditeurs de manuels scolaires de reformuler les descriptions qui indiquent que les Japonais ont contraint les civils au suicide de masse. La description du MEXT précise simplement que les civils ont reçu des grenades à main de l'armée japonaise. Cette initiative suscite des protestations parmi les habitants d'Okinawa. En juin 2007, l'Assemblée préfectorale d'Okinawa (en) adopte une résolution appelant le gouvernement national à faire rétablir immédiatement la description originale dans les manuels afin que la vérité sur la bataille d'Okinawa soit rétablie et qu’une telle tragédie ne se reproduise jamais,. Le 29 septembre 2007, environ 110 000 personnes, soit le plus grand rassemblement politique dans l'histoire d'Okinawa, exigent que le MEXT se rétracte. La résolution déclare : « C’est un fait indéniable que les multiples suicides n’auraient pas eu lieu sans la participation de l'armée japonaise et toute suppression ou révision est un déni et une distorsion des nombreux témoignages de ces personnes qui ont survécu ». En décembre 2007, le MEXT a admis partiellement le rôle de l'armée japonaise dans les suicides de masse de civils. Le ministère a permis aux éditeurs de rétablir la mention sur les suicides contraints, à la condition qu'elle soit placée dans un contexte suffisant. Le rapport du conseil a déclaré : « On peut dire que du point de vue des habitants d'Okinawa, ils ont été forcés aux suicides de masse ».
Ce n’est cependant pas suffisant pour les survivants qui veulent que toute la vérité soit faite pour leurs enfants. En 2007, Le prix Nobel de littérature, Kenzaburō Ōe écrit que l'ordre de suicide de masse a été donné par l'armée pendant la bataille. Il a été poursuivi par les révisionnistes, y compris par un commandant survivant de la bataille, qui contestent cette version des faits et qui voulaient empêcher la publication du texte de Ōe. Lors de l’audience, Ōe précise que les suicides collectifs sont aussi la conséquence de la structure sociale hiérarchique du Japon qui perdurait tout particulièrement dans ses forces armées et les garnisons locales. En mars 2008, la cour de la préfecture d'Osaka a statué en faveur de Ōe en déclarant : « Il est autorisé de dire que l'armée a été profondément impliquée dans les suicides de masse ». Le tribunal a reconnu l'implication de l'armée dans les suicides de masse et meurtres suicides, citant les témoignages sur la distribution des grenades par des soldats et le fait que les suicides de masse ne se sont produits que dans les îles où l'armée était présente. En 2012, le réalisateur nippo-coréen Pak Su-Nam annonce la collecte de témoignages des survivants pour son documentaire Nuchigafu afin de montrer la vérité historique au plus grand nombre. En mars 2013, l'éditeur de manuels scolaires japonais Shimizu Shoin a été autorisé par le MEXT à publier que l’armée a causé de nombreuses tragédies à Okinawa, tuant des civils et les forçant à se suicider en masse.

## Conséquences

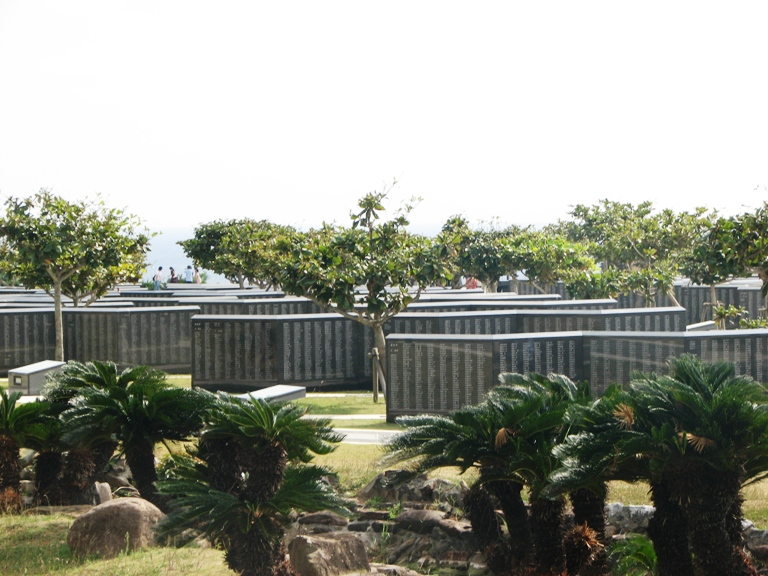
Le mémorial de la bataille d'Okinawa, pierre angulaire de la paix, en 2006.

Quatre-vingt dix pour cent des bâtiments de l'île ont été détruits, ainsi que d'innombrables documents historiques, des objets et trésors culturels, et le paysage tropical a été transformé en un vaste champ de boue, de plomb et de pourriture. La conquête de ces îles est primordiale pour les Alliés. Okinawa permet de fournir un ancrage à la flotte, des zones de rassemblement pour les troupes, et des aérodromes à proximité du Japon. Après la bataille, les forces armées américaines ont procédé à un déminage en mer (opération Zebra). Elles ont aussi mis en place le gouvernement militaire américain des îles Ryūkyū, en poste jusqu’en 1950 avant son transfert vers l'administration civile américaine des îles Ryūkyū.
Certains historiens militaires affirment que le bilan de la campagne d'Okinawa a conduit directement aux bombardements atomiques d'Hiroshima et Nagasaki, comme un moyen d'éviter l'invasion de l'archipel japonais dont on pouvait supposer qu'elle serait extrêmement coûteuse en vies humaines,. Un point de vue plus nuancé est offert par Victor Davis Hanson dans son livre Ripples of Battle. Selon lui, c'est parce que la défense japonaise à Okinawa fut si féroce, et parce que les pertes furent si élevées, que de nombreux stratèges américains ont cherché une autre voie vers la victoire qu'une invasion du Japon. Les bombes atomiques ont poussé les Japonais à accepter une paix sans condition, sans faire plus de victimes américaines. Cependant, les bombardements classiques des grandes villes japonaises (qui duraient depuis plusieurs mois, bien avant la bataille d'Okinawa) étaient beaucoup plus efficaces pour tuer les civils que les bombes atomiques et les Japonais auraient probablement abandonné de toute façon, a fortiori compte-tenu de la déclaration de guerre soviétique et de la débâcle japonaise en Mandchourie,.
Malgré la controverse que cela suscite, des forces américaines importantes sont toujours stationnées à Okinawa, entre autres à Kadena, la plus grande base aérienne américaine en Asie,. En 2011, dans un contexte de tension entre la Chine et le Japon, la présence militaire américaine à Okinawa continue de faire débat. Un fonctionnaire du gouvernement de la préfecture d'Okinawa cité par David Hearst dans The Guardian affirme que : « You have the Battle of Britain, in which your airmen protected the British people. We had the Battle of Okinawa, in which the exact opposite happened. The Japanese army not only starved the Okinawans but used them as human shields. That dark history is still present today - and Japan and the US should study it before they decide what to do with next ».

## Dans la culture
Littérature
- Mourir pour la patrie, roman d'Akira Yoshimura, 1967.

Films
- La bataille d'Okinawa (en) (激動の昭和史 沖縄決戦 en japonais), film de Kihachi Okamoto, 1971.
- Level Five, film de Chris Marker, 1997.
- Tu ne tueras point (Hacksaw Ridge en anglais), film de Mel Gibson, 2016.
- L'Enfer du Pacifique (The Pacific), épisode 9, on suit la 1re division de marines lors de la bataille.

Jeux vidéo
- Call of Duty: World at War, 2008.
- Sudden Strike 4 (DLC Pacific war), 2017 : la mission 5 de la campagne japonaise permet de jouer les Japonais lors de la défense du château de Shuri.